# Ligne 4 du métro de Milan
La ligne 4 du métro de Milan est une ligne de métro à Milan, en Italie. Mise en service le 26 novembre 2022, elle est la cinquième ligne du métro de Milan à entrer en opération et la deuxième à être automatique. Elle compte 21 stations pour une longueur de 15,2 km.

## Histoire
Longue de 5,7 km à son lancement, elle compte alors six stations entre Linate Aeroporto et Dateo. Prolongée jusqu'à San Babila et la ligne 1 le 4 juillet 2023, elle atteint San Cristoforo FS le 12 octobre 2024 : 

## Tracé et stations

### Liste des stations
Ce tableau présente les stations en service après le prolongement du 4 juillet 2023.
|  |   |  |  |  |            | Station            | Coordonnées                 | Communes | Correspondances |
|  | - |  |  |  | ---------- | ------------------ | --------------------------- | -------- | --------------- |
|  | O |  |  |  | Accessible | Linate Aeroporto   | 45° 27′ 47″ N, 9° 16′ 42″ E | Milan    |                 |
|  | o |  |  |  | Accessible | Repetti            | 45° 27′ 43″ N, 9° 14′ 26″ E | Milan    |                 |
|  | o |  |  |  | Accessible | Stazione Forlanini | 45° 27′ 52″ N, 9° 14′ 12″ E | Milan    |                 |
|  | o |  |  |  | Accessible | Argonne            | 45° 28′ 05″ N, 9° 13′ 56″ E | Milan    |                 |
|  | o |  |  |  | Accessible | Susa               | 45° 28′ 05″ N, 9° 13′ 30″ E | Milan    |                 |
|  | O |  |  |  | Accessible | Dateo              | 45° 28′ 04″ N, 9° 13′ 06″ E | Milan    |                 |
|  | O |  |  |  | Accessible | Tricolore          | 45° 28′ 04″ N, 9° 12′ 23″ E | Milan    |                 |
|  | O |  |  |  | Accessible | San Babila         | 45° 28′ 00″ N, 9° 11′ 51″ E | Milan    | (M1)            |